# Woman Worldwide
Woman Worldwide (WWW) é um álbum de remixes e o quarto álbum de estúdio produzido pela dupla francesa de música eletrônica Justice, lançado em 24 de agosto de 2018 pela gravadora Ed Banger Records e Because Music.  Auto-descrito como "10 anos de Justice misturado e remixado", o álbum apresenta faixas retrabalhadas com mais harmonia de sua discografia. O álbum foi gravado de forma semelhante às apresentações ao vivo da dupla.

## Antecedentes e lançamento
Justice começou a trabalhar na produção teatral e tracklist de Woman Worldwide em junho de 2016.  O álbum incorpora material de sua discografia. A dupla escreveu todas as faixas que lançaram na época e dividiu cada música por tempo, tom e o quanto eles queriam incorporar cada música em seu set ao vivo.  Como o set ao vivo ainda estava sendo finalizado, a banda ensaiou o set ao vivo por meses. A banda afirmou que ensaiava seu material de duas a cinco horas todos os dias.
O álbum foi anunciado em 10 de maio de 2018 após sua apresentação na conferência Google I/O de 2018 em Mountain View, Califórnia. Um videoclipe de "Stop" também foi enviado para a conta do YouTube de Justice com a edição Woman Worldwide de "Stop" lançada como o primeiro single do álbum em 7 de maio de 2018.  "D.A.N.C.E." x "Fire" x "Safe and Sound" foi lançado como o segundo single do álbum em 22 de junho de 2018.  O terceiro single, "Randy" (WWW), foi lançado em 6 de julho de 2018.  "Chorus (WWW)", o quarto e último single do álbum, foi lançado em 16 de agosto de 2018.  O álbum foi lançado em 24 de agosto de 2018 e alcançou as paradas de dança do Reino Unido e dos EUA, nas posições 6 e 22, respectivamente. Também alcançou o número 10 na França, bem como em outros países europeus. Há uma versão descartada do Helix tocada em algumas partes do México.

## Pessoal
- Gaspard Augé - Roteiro, produção
- Xavier de Rosnay - Roteiro, produção
- Thomas Jumin - arte

## Prêmios
| Associação     | Ano  | Categoria                                | Resultado |
| -------------- | ---- | ---------------------------------------- | --------- |
| Prêmios Grammy | 2019 | Melhor Álbum de Dance/Electronica do Ano | Venceu    |